# Prezident Nauru
Prezident Nauru je hlavou tichomořského státu Nauru, zvolený na tříleté období Parlamentem Nauru. Tato funkce vznikla po vyhlášení nezávislosti Nauru dne 31. ledna 1968. Od té doby prošlo úřadem 33 prezidentů, přičemž nejsou neobvyklé krátkodobé období, měřená v dnech či týdnech, což dokládá politickou nestabilitu tohoto tichomořského státu.

## Seznam prezidentů
| Pořadí úřadu | Portrét | Jméno (doba života)          | Prezidentský úřad  | Prezidentský úřad | Prezidentský úřad | Prezidentský úřad         | Politická strana | Politická strana          |
| Pořadí úřadu | Portrét | Jméno (doba života)          | Nastoupil do úřadu | Opustil úřad      | Doba v úřadu      | Důvod opuštění            | Politická strana | Politická strana          |
| ------------ | ------- | ---------------------------- | ------------------ | ----------------- | ----------------- | ------------------------- | ---------------- | ------------------------- |
| 1            |         | Hammer DeRoburt (1922–1992)  | 31. ledna 1968     | 22. prosinec 1976 | 8 let 326 dní     | vypršení funkčního období |                  | Nezávislí                 |
| 2            |         | Bernard Dowiyogo (1946–2003) | 22. prosinec 1976  | 18. prosinec 1978 | 1 rok 361 dní     | rezignace                 |                  | Strana Nauru              |
| 3            |         | Lagumot Harris (1938–1999)   | 19. prosinec 1978  | 23. prosinec 1978 | 4 dny             | odvolání parlamentem      |                  | Nezávislí                 |
| 4            |         | Hammer DeRoburt (1922–1992)  | 23. prosinec 1978  | 17. září 1986     | 7 let 268 dní     | odvolání parlamentem      |                  | Nezávislí                 |
| 5            |         | Kennan Adeang (1942–2011)    | 17. září 1986      | 1. říjen 1986     | 14 dní            | odvolání parlamentem      |                  | Strana Nauru              |
| 6            |         | Hammer DeRoburt (1922–1992)  | 1. říjen 1986      | 12. prosinec 1986 | 72 dní            | odvolání parlamentem      |                  | Nezávislí                 |
| 7            |         | Kennan Adeang (1942–2011)    | 12. prosinec 1986  | 22. prosinec 1986 | 10 dní            | odvolání parlamentem      |                  | Strana Nauru              |
| 8            |         | Hammer DeRoburt (1922–1992)  | 22. prosinec 1986  | 17. srpen 1989    | 2 roky 239 dní    | odvolání parlamentem      |                  | Nezávislí                 |
| 9            |         | Kenas Aroi (1942–1991)       | 17. srpen 1989     | 12. prosinec 1989 | 117 dní           | rezignace                 |                  | Nezávislí                 |
| 10           |         | Bernard Dowiyogo (1946–2003) | 12. prosinec 1989  | 22. listopad 1995 | 5 let 344 dní     | vypršení funkčního období |                  | Demokratická strana Nauru |
| 11           |         | Lagumot Harris (1938–1999)   | 22. listopad 1995  | 11. listopad 1996 | 355 dní           | odvolání parlamentem      |                  | Nezávislí                 |
| 12           |         | Bernard Dowiyogo (1946–2003) | 11. listopad 1996  | 26. listopad 1996 | 15 dní            | odvolání parlamentem      |                  | Demokratická strana Nauru |
| 13           |         | Kennan Adeang (1942–2011)    | 26. listopad 1996  | 19. prosinec 1996 | 23 dní            | odvolání parlamentem      |                  | Demokratická strana Nauru |
| 14           |         | Ruben Kun (1942–2014)        | 19. prosinec 1996  | 13. únor 1997     | 56 dní            | vypršení funkčního období |                  | Nezávislí                 |
| 15           |         | Kinza Clodumar (1945–)       | 13. únor 1997      | 18. červen 1998   | 1 rok 126 dní     | odvolání parlamentem      |                  | Centristická strana Nauru |
| 16           |         | Bernard Dowiyogo (1946–2003) | 18. červen 1998    | 27. duben 1999    | 313 dní           | vypršení funkčního období |                  | Demokratická strana Nauru |
| 17           |         | René Harris (1947–2008)      | 27. duben 1999     | 20. duben 2000    | 359 dní           | vypršení funkčního období |                  | Nezávislí                 |
| 18           |         | Bernard Dowiyogo (1946–2003) | 20. duben 2000     | 30. březen 2001   | 344 dní           | odvolání parlamentem      |                  | Demokratická strana Nauru |
| 19           |         | René Harris (1947–2008)      | 30. březen 2001    | 9. leden 2003     | 1 rok 283 dní     | odvolání parlamentem      |                  | Nezávislí                 |
| 20           |         | Bernard Dowiyogo (1946–2003) | 9. leden 2003      | 17. leden 2003    | 8 dní             | odvolání parlamentem      |                  | Demokratická strana Nauru |
| 21           |         | René Harris (1947–2008)      | 17. leden 2003     | 18. leden 2003    | 1 den             | odvolání parlamentem      |                  | Nezávislí                 |
| 22           |         | Bernard Dowiyogo (1946–2003) | 18. leden 2003     | 9. březen 2003    | 50 dní            | úmrtí                     |                  | Demokratická strana Nauru |
| 23           |         | Derog Gioura (1932–2008)     | 10. březen 2003    | 29. květen 2003   | 80 dní            | vypršení funkčního období |                  | Nezávislí                 |
| 24           |         | Ludwig Scotty (1948–)        | 29. květen 2003    | 8. srpen 2003     | 71 dní            | odvolání parlamentem      |                  | Nezávislí                 |
| 25           |         | René Harris (1947–2008)      | 8. srpen 2003      | 22. červenec 2004 | 319 dní           | odvolání parlamentem      |                  | Nezávislí                 |
| 26           |         | Ludwig Scotty (1948–)        | 22. červenec 2004  | 19. prosinec 2007 | 3 roky 179 dní    | odvolání parlamentem      |                  | Nezávislí                 |
| 27           |         | Marcus Stephen (1969–)       | 19. prosinec 2007  | 10. listopad 2011 | 3 roky 326 dní    | rezignace                 |                  | Nezávislí                 |
| 28           |         | Freddie Pitcher (1967–)      | 10. listopad 2011  | 15. listopad 2011 | 5 dní             | vypršení funkčního období |                  | Nezávislí                 |
| 29           |         | Sprent Dabwido (1972–2019)   | 15. listopad 2011  | 11. červen 2013   | 1 rok 209 dní     | vypršení funkčního období |                  | Nezávislí                 |
| 30           |         | Baron Waqa (1959–)           | 11. červen 2013    | 27. srpen 2019    | 6 let 76 dní      | vypršení funkčního období |                  | Nezávislí                 |
| 31           |         | David Adeang                 | 24. srpen 2019     | 27. srpen 2019    | 4 dny             | vypršení funkčního období |                  | Nezávislí                 |
| 32           |         | Lionel Aingimea (1969–)      | 27. srpen 2019     | 28. září 2022     | 3 roky a 32 dní   | vypršení funkčního období |                  | Nezávislí                 |
| 33           |         | Russ Kun (1975–)             | 29. září 2022      | 30. října 2023    | 1 rok a 31 dní    | odvolání parlamentem      |                  | Nezávislí                 |
| 34           |         | David Adeang                 | 30. října 2023     | v úřadu           |                   |                           |                  | Nezávislí                 |